# Palazzo del Pretorio feudale
Il palazzo del Pretorio feudale di Lecco fu la sede del podestà della città fino alla sua soppressione avvenuta con l'avvento del dominio asburgico in Lombardia.

## Storia
La figura del podestà era stata già stabilità negli antichi statuti di Lecco scritti intorno al 1224, ma mutò profondamente nel tempo scemando di autorità fino a divenire nel 1647 solo un magistrato di primo grado nominato direttamente dal conte feudatario.
Il palazzo è sito in piazza Cermenati. Esso si presenta nelle forme ottocentesche (successive quindi alla soppressione del podestà) che gli furono impresse nei rifacimenti del 1826, del 1839, su progetto di Giovanni Carcamo, e nel 1842 su progetto di Adriano Gazzari.